# Ane Høgseth
Ane Cecilie Høgseth, född 15 januari 2001 i Oslo, är en norsk handbollsspelare. Hon spelar för Storhamar Håndball och Norges damlandslag i handboll.

## Klubbkarriär
Høgseth spelade inledningsvis för de norska klubbarna Ammerud, Kjelsås och Nit-Hak Håndballklubb. 2018 gick hon till norska Aker Topphåndball som spelade i näst högsta serien. Med Aker kvalificerade hon sig för den högsta norska ligan 2019.  Samma år vann hon Norgemesterkapet, den norska cupen, med U20-laget i Aker. I finalen gjorde Høgseth sex mål.  Sommaren 2021 flyttade hon till Storhamar Håndball ett av högsta seriens topplag.

## Landslagskarriär
Høgseth spelade 15 landskamper för det norska ungdomslaget, där hon gjorde 15 mål. Med detta lag vann hon silvermedaljen vid U-17 EM 2017. Hon spelade sedan 15 gånger för det norska U-20 landslaget. Med Norge vann hon bronsmedaljen vid U-19 EM 2019 och valdes också in i All-Star-laget. I den lilla finalen mot Ryssland gjorde hon två mål. Den 21 april 2022 debuterade hon för det norska landslaget.  Vid EM 2022 vann hon titeln med Norge. Høgseth bidrog med ett mål till framgången.